# Sacrebleu
Sacrebleu (en ocasiones escrito sacrébleu o Sacré Bleu) es una expresión empleada en el idioma francés para manifestar sorpresa, enfado, admiración o expresión de retirada.

## Origen
Literalmente significa sagrado azul, si bien el azul en este caso se utiliza como eufemismo de la palabra Dieu (Dios) por analogía fonética y para evitar la blasfemia.
Cabe destacar que además de la semejanza de los sonidos, el color azul es el asociado habitualmente a la Virgen María y el que se usaba para designar a los Reyes de Francia, con lo que la ofensa puede ir doblemente contra la Iglesia y la Monarquía.
Existen variaciones parecidas en las que bleu sustituye a Dieu a la hora de realizar juramentos, como por ejemplo:
- Morbleu por Mort de Dieu ("Muerte de Dios")
- Parbleu por Par Dieu ("Por Dios", de forma similar al castellano "Pardiez")
- Corbleu por Corps de Dieu ("Cuerpo de Dios")
- Palsambleu por Par le sang de Dieu ("Por la sangre de Dios")
- Jarnibleu por Je renie Dieu ("Reniego de Dios")
- Tubleu por Tue Dieu ("Mata a Dios")

## Usos
Se trata de una expresión marcadamente en desuso en los países francófonos, si bien se ha popularizado en otras lenguas a la hora de caricaturizar a los franceses; por ejemplo, en inglés, a través inicialmente del detective Hércules Poirot, quien la empleaba a menudo en las obras de Agatha Christie, y más recientemente de personajes franceses en películas de Disney, como Los aristogatos, La sirenita, La bella y la bestia o Atlantis: El imperio perdido. 
En español, era una muletilla habitual del personaje de animación Pierre Nodoyuna de la serie Los autos locos y una de las más famosas era la de la caricatura "El inspector".
En el episodio de la quinta temporada de Los Simpson, El niño que sabía demasiado, aparece un personaje representando a un camarero francés, el cual la utiliza. La expresión es también usada en el capítulo Historias de dominio público de Los Simpson, cuando lanzan a un francés con una catapulta. En la temporada 6, capítulo 4, La tierra de Itchy 6 Scratchy, al final, cuando piensan en la tierra de Itchy & Scratchy de Europa pasan una escena del parque vacío, solo el taquillero francés esperando la gente y utiliza la expresión.
En el sexagésimo octavo episodio, parte B (68b) de Los Padrinos Mágicos titulado "el gran golpe" en Latinoamérica y "The Big Bash" como título original, aparece Napoleón Bonaparte, quien utiliza esta expresión cuando Remy le roba su pastel de crema.
En los comienzos de la cuarta temporada de la serie Gossip Girl, también aparece la frase junto a Blair Waldorf en una de las vistas previas de la temporada.
En el décimo episodio de la quinta temporada de Two and a Half Men, Kinda Like Necrophilia, Alan Harper utiliza la expresión al ver a la exnovia de Charlie utilizando un Baby-doll
Es la primera palabra dicha en la película Team America de Trey Parker y Matt Stone, representando a un francés estereotipado.
Al comienzo de Los 4 Fantásticos contra el Hombre Topo, la dice un soldado ante el asombro de lo que ve ante sus ojos en el transcurso de la acción en una zona militar en el África francesa. The Fantastic Four 1, noviembre de 1961. 
En el segundo episodio de Victorious, titulado El monólogo del pájaro, en un ejercicio de actuación donde tenían que personificar a franceses enfadados, el títere de Robbie Shapiro utiliza la expresión para indicar sorpresa.
Es la expresión habitual del Inspector Clouseau en los dibujos animados clásicos El inspector de la serie La pantera rosa: uno de los episodios se titula Sacre Bleu Cross.